# Calf raise
I calf raises o heel raises (letteralmente "sollevamenti dei polpacci" o "dei talloni") sono una vasta categoria di esercizi con sovraccarichi mirata principalmente alla stimolazione del muscolo tricipite surale, composto da gastrocnemio (o gemelli) e soleo.

## Esecuzione
I calf raises sono un'estesa categoria di esercizi con sovraccarichi, in buona parte dei casi praticati su macchinari, finalizzati principalmente allo stimolo del tricipite della sura, gruppo muscolare composto da soleo e gastrocnemio. Questi movimenti hanno in comune il movimento monoarticolare di flessione plantare (estensione del piede). Esistono essenzialmente due famiglie di calf raises, che possono essere praticate su diversi macchinari o ai pesi liberi:
- Calf raises in cui la flessione plantare avviene a gamba estesa: questa categoria di esercizi è rappresentata principalmente dalla standing calf raise, calf press o donkey calf, ed e rivolta soprattutto allo stimolo del gastrocnemio.
- Calf raises in cui la flessione plantare avviene a gamba flessa: questa categoria è rappresentata essenzialmente dalla seated calf raise machine (da seduti), ed è rivolta soprattutto allo stimolo del soleo.

### Standing calf raise machine (Calf in piedi)

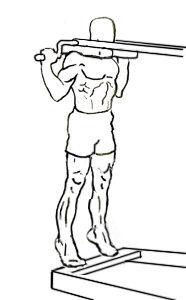
Fase finale della standing calf raise machine: il punto di massima flessione plantare della caviglia. Le ginocchia rimangono completamente estese e bloccate per massimizzare il reclutamento dei gemelli.

Il "calf in piedi" (standing calf machine) è la rappresentazione classica degli esercizi per il tricipite surale a gamba estesa, rivolti alla sollecitazione mirata del muscolo gastrocnemio. L'esecutore si posiziona in piedi, con le spalle al di sotto delle imbottiture, l'avampiede sullo scalino, le ginocchia completamente estese e bloccate, e le caviglie in flessione passiva. Il movimento prevede la flessione plantare (estensione del piede) nella fase concentrica, e la flessione dorsale (flessione del piede) nella fase eccentrica. Alcuni autori fanno presente la difficoltà nell'apprendere ed eseguire il movimento, perché tra l'articolazione mobile (caviglia) e il punto d'appoggio della resistenza (spalle) vi sono decine di articolazioni, e solo un minimo spostamento o movimento compensatorio potrebbe annullare o ridurre l'efficacia dell'esercizio, distribuendo il sovraccarico su altri gruppi muscolari ausiliari. Per questi motivi, la standing calf machine è un esercizio che richiede un grande controllo propriocettivo, un buon sviluppo della connessione mente-muscolo, e un buon condizionamento della muscolatura addominale e paravertebrale, qualità necessarie per garantire la massima stabilizzazione e immobilizzazione della colonna e del tratto lombare, e fondamentali per focalizzare il lavoro sul muscolo bersaglio. Un aspetto altrettanto importante per focalizzare il lavoro muscolare sui gemelli è quello di mantenere le ginocchia completamente estese e bloccate, in modo che l'articolazione del ginocchio non venga mobilizzata. Infatti il "calf in piedi" è un esercizio monoarticolare, che prevede quindi la mobilizzazione di una sola articolazione (caviglia) per enfatizzare l'isolamento dei muscoli agonisti. Rispettando questo accorgimento si riesce a favorire il massimo stiramento e la massima attività del gastrocnemio, muscolo biarticolare che origina dall'area distale posteriore del femore, e la cui attività potrebbe essere ridotta con una leggera flessione del ginocchio (ginocchia semiestese) o con una sua mobilizzazione durante il movimento.

### Seated calf raise machine (Calf seduto)
Il "calf seduto" (seated o sitting calf machine) è la rappresentazione classica degli esercizi per il tricipite surale a gamba flessa, rivolti alla sollecitazione mirata del muscolo soleo. L'esecutore si posiziona seduto alla macchina specifica, con la parte distale delle cosce al di sotto delle imbottiture, l'avampiede sullo scalino, e le caviglie in flessione passiva. Questo movimento esclude o limita fortemente l'intervento del gastrocnemio, perché la flessione della gamba porta tale muscolo biarticolare in precontrazione (insufficienza attiva), distribuendo il lavoro sul soleo. Essendo il soleo un muscolo monoarticolare che origina dal terzo prossimale del perone, il suo allungamento non è minimamente condizionato dall'angolo del ginocchio (flessione/estensione) al contrario di quanto accade per il gastrocnemio. È interessante osservare che il seated calf, portando fuori gioco i gemelli, durante la flessione plantare distribuisce il maggior carico sui restanti muscoli incaricati di estendere la caviglia, non sappresentati solo dal soleo, ma anche da diversi altri gruppi muscolari minori.

## Varianti

### Calf press
La calf press è un macchinario specifico alternativo alla standing calf machine per sollecitare il gastrocnemio. La macchina è composta da una struttura con delle imbottiture su cui l'esecutore si posiziona a livello dei glutei con busto verticale, e che scorre su un piano obliquo mediante il movimento monoarticolare di flessione plantare con gli avampiedi appoggiate su una pedana. Il principio fondamentale è il medesimo del calf in piedi, in quanto l'esercizio prevede il movimento monoarticolare di flessione plantare (estensione del piede) a ginocchia estese (per il gastrocnemio), tuttavia esistono alcuni vantaggi rispetto alla precedente. La calf press infatti elimina il principale inconveniente del calf in piedi, poiché la resistenza viene caricata sulla bassa schiena e sul bacino (zona lombo sacrale), non sulle spalle, escludendo tutta quella serie di articolazioni (essenzialmente le vertebre) e di muscoli stabilizzatori che in quest'ultimo devono rimanere attivi per mantenere la stabilità e la rigidità del tronco, rendendolo più difficile da praticare correttamente. Nella calf press non vi è la necessità di controllo della stabilità e della propriocezione, facilitando la focalizzazione del lavoro sui polpacci. Per questi motivi il macchinario potrebbe essere più indicato per soggetti inesperti e/o con uno scarso sviluppo della connessione mente-muscolo.

### Leg press calf raise
Il calf alla leg press è un esercizio del tutto simile alla calf press, ma in tal caso viene utilizzata la popolare macchina per le cosce, con la possibilità di scegliere tra la leg press orizzontale, la leg press a 45° o l’hack squat. L'esecutore si posiziona correttamente sullo schienale della leg press, spinge la pedana senza sbloccare i ganci di sicurezza, e posiziona gli avampiedi nell'estremità inferiore della stessa. I pregi di questa variante sono i medesimi della calf press, cioè la resistenza posta sulla zona lombo sacrale, e l'esclusione dei muscoli stabilizzatori che nel "calf in piedi" intervengono in maniera rilevante per stabilizzare il tronco. Anche il calf raise alla leg press può essere più indicato rispetto alla standing calf machine per i soggetti inesperti, poco dotati di stabilità, e con una difficoltà a mantenere rigido e stabile il tronco durante l'esecuzione del movimento.

### Donkey calf raise e donkey calf machine
Il donkey calf raise è un esercizio sempre finalizzato allo stimolo selettivo del gastrocnemio. Come nelle due precedenti varianti descritte, esso elimina la resistenza e il sovraccarico sulle spalle, e quindi esclude l'intervento dei muscoli stabilizzatori del tronco. La differenza sostanziale è che la resistenza viene posta sulla bassa schiena, in prossimità della zona lombo sacrale, quando l'esecutore si trova a busto flesso. Nel donkey calf raise, il busto viene flesso a circa 90° (parallelo al pavimento) con un rialzo sotto la pianta del piede, trovando un sostegno con le braccia di fronte a sé, e posizionando un sovraccarico come una zavorra o una persona seduta a cavalcioni a livello della bassa schiena. Analogamente a tutti i calf per il gastrocnemio, anche in questo caso viene previsto il movimento monoarticolare di flessione plantare (estensione del piede) a ginocchia completamente estese. Esiste anche la risposta del donkey calf all'apposita macchina specifica (donkey calf machine), dove la resistenza, rappresentata da un'imbottitura sovraccaricata col pacco pesi, viene posta allo stesso modo nella zona della bassa schiena a busto flesso.

### Standing calf raise ai pesi liberi (manubri o bilanciere)
Si tratta della risposta alla standing calf ai pesi liberi. In questo caso l'intervento dei muscoli stabilizzatori del corpo viene esaltato più di ogni altra variante, poiché viene richiesto il massimo equilibrio per mantenere la posizione eretta verticale, e quindi per riuscire ad eseguire correttamente l'esercizio. Posizionando un rialzo sotto l'avampiede, o posizionandosi su uno scalino, si esegue il movimento del calf in piedi facendo attenzione a mantenere l'equilibrio. Per questo scopo è possibile utilizzare il bilanciere o i manubri in modalità bilaterale o unilaterale. Questo movimento può risultare piuttosto difficoltoso se il soggetto non è dotato di una grande stabilità, e può essere utile proprio per sviluppare tale capacità.

#### Standing calf unilaterale con manubri
Lo standing calf raise unilaterale con manubri esalta ulteriormente lo sviluppo della stabilità (soprattutto se praticato senza sostegno con le braccia). Secondo il coach Charles Poliquin, questa variante recluta anche il flessore lungo dell'alluce, che se sviluppato ha dimostrato di migliorare la velocità negli sprint. Inoltre, secondo Poliquin stimolare il gastrocnemio in modalità unilaterale migliora la percezione del lavoro e massimizza la qualità del movimento e il carico sui polpacci. Per rendere questo esercizio più efficace, viene suggerito di tenere il manubrio sullo stesso lato della gamba attiva. Nel massimo della fase eccentrica, stringere i glutei della gamba attiva aumenterà ulteriormente l'allungamento fasciale. Viene infine suggerita la possibilità di eseguire l'esercizio senza carico ottenendo uno stimolo altrettanto adeguato.

### Standing calf raise alla smith machine
Si tratta della variante della standing calf eseguita alla smith machine. Per eseguire l'esercizio è necessario posizionare un rialzo sotto l'avampiede, proprio al di sotto del bilanciere del macchinario. Si procede poggiando correttamente il bilanciere sui trapezi, impugnandolo con entrambe le mani e scaricando i ganci di sicurezza della smith machine. Si esegue il movimento di flessione plantare. È un esercizio analogo alla standing calf machine, e può essere usato come sua sostituzione.

### Seated calf raise ai pesi liberi (manubri o bilanciere)
La seated calf raise ai pesi liberi prevede l'uso di un bilanciere o di un manubrio da appoggiare sulla parte distale della coscia (poco sopra il ginocchio). Partendo da seduti su panca, si pone un rialzo sotto i piedi in modo da permettere la massima escursione articolare della caviglia, si pone il bilanciere sulla parte distale delle cosce impugnandolo saldamente con entrambe le mani, e si esegue il movimento di flessione plantare con le gambe flesse a circa 90°. Può essere suggerito di avvolgere il bilanciere con un'imbottitura per ridurre la pressione sulla coscia durante l'esercizio. L'esercizio può essere eseguito anche con i manubri, in questo caso più indicati per la variante unilaterale.

### Seated calf raise alla smith machine
Si tratta della variante della seated calf eseguita alla smith machine. Per eseguire l'esercizio è necessario posizionare una panca allineata in parallelo al bilanciere, e sedersi sul bordo della panca in modo che il bilanciere sia poggiato sulla parte distale delle cosce, possibilmente con un'imbottitura per evitare l'eventuale dolore indotto dalla pressione del bilanciere sulle cosce. Partendo da seduti su panca, si pone un rialzo sotto l'avampiede in modo da permettere la massima escursione articolare della caviglia, e si esegue il movimento di flessione plantare con le gambe flesse a circa 90°.

### Calf accovacciato
È una variante della seated calf poco comune proposta da alcuni autori. Essa prevede la semplice esecuzione del calf accovacciati con le ginocchia iperflesse. L'esecutore posiziona una zavorra sotto l'avampiede e si mantiene in equilibrio trovando un sostegno davanti a sé. Si procede con il movimento di flessione plantare. L'esercizio può essere interessante per enfatizzare al massimo la flessione dorsale passiva della caviglia grazie alla posizione del avampiede, con un potenziale aumento della mobilità allungando il soleo. Il calf accovacciato è tra tutte le varianti per il soleo, quella che più enfatizza la flessione del ginocchio, accorciando molto più il gastrocnemio rispetto alla normale seated calf machine.

### Rotary calf machine
La rotary calf machine è un macchinario dotato di pacco pesi che permette un movimento simile al calf alla leg press orizzontale o alla calf press. L'esecutore si posiziona seduto sullo schienale a gambe estese poggiando gli avampiedi sull'apposita pedana. La differenza tra la rotary calf e le calf press è da riconoscere nel fatto che la rotary calf impone di spingere con i piedi una pedana rotante su se stessa su un asse stabile, piuttosto che spingere in senso sagittale la pedana mobile. Alcuni autori ne descrivono l'esecuzione con ginocchia poste in semiflessione, una posizione effettivamente imposta dal macchinario. Questa modifica dell'angolo del ginocchio può penalizzare il massimo reclutamento del gastrocnemio, il quale risulta sensibile a queste modifiche.

### Reverse calf raise
I reverse calf raise (calf raise inverso) trovano una netta distinzione con i calf raise comuni, in quanto non sollecitano il tricipite della sura e i muscoli sinergici, quanto piuttosto i muscoli antagonisti, ovvero coloro che provocano la flessione dorsale (flessione della caviglia). I muscoli che favoriscono il movimento di flessione dorsale sono: tibiale anteriore, peroneo anteriore, estensore lungo delle dita, estensore lungo dell'alluce. In effetti, i calf inversi non hanno propriamente un'attinenza con lo stimolo dei tricipiti surali, ma il loro utilizzo può essere indicato per favorire indirettamente la crescita e il rafforzamento di questo gruppo di muscoli. I calf inversi possono essere praticati su molti dei macchinari utilizzati per lo stimolo dei polpacci, come calf press, calf alla leg press, standing calf, seated calf, ecc. Essenzialmente, invece di posizionare l'avampiede sul piano d'appoggio lasciando liberi i talloni, nei calf inversi si posizionano i talloni sul piano d'appoggio e, facendo leva sugli stessi, si procede estendendo le punte dei piedi verso il basso nella fase eccentrica, a cui segue la flessione dorsale del piede nella fase concentrica. In questo modo vengono sollecitati i flessori della caviglia sopracitati. Il coach Charles Poliquin sostiene che una debolezza dei flessori della caviglia (rappresentati soprattutto dal tibiale anteriore) inibisce la crescita e il rafforzamento del soleo e del gastrocnemio. Egli sostiene che un buon metodo sia quello di eseguire un super set degli antagonisti tra flessori plantari e flessori dorsali per accelerare la crescita dei polpacci. Alcuni autori ne attribuiscono importanza per riequilibrare le tensioni del polpaccio contrastando l'appiattimento del piede (piede piatto), mentre altri suggeriscono questi esercizi per migliorare la stabilità e la prestazione nella pedalata.

## Modalità di esecuzione

### Angolo del ginocchio
Come trattato precedentemente, le tipologie di calf raise per stimolare selettivamente il gastrocnemio differiscono da quelle più adatte per stimolare nello specifico il soleo. È stato stabilito che tutti i calf raise eseguiti a ginocchia estese siano adatti per sollecitare il gastrocnemio, viceversa i calf raise a ginocchia flesse (normalmente a circa 90°) siano ideali per lo stimolo del soleo. Le distinzioni tra le due tipologie di esercizio sono date appunto dal differente angolo del ginocchio, la cui modifica è in grado di spostare il lavoro su uno dei due rispettivi muscoli che compongono il tricipite della sura. Ciò può essere compreso prendendo in considerazione alcune leggi della fisiologia muscolare:
- Legge di Starling: "La forza contrattile di un muscolo è direttamente proporzionale alla lunghezza delle sue fibre all'inizio e alla fine della contrazione."
- Legge di Schwann: "La forza assoluta di un muscolo diminuisce man mano che esso si accorcia contraendosi, come i corpi elastici."
- Prestiramento muscolare: "L'optimum della forza contrattile si trova tra il 90 e il 110% della lunghezza a riposo del muscolo".

Poiché il gastrocnemio è un muscolo biarticolare che ha anche la funzione di flessore della gamba, estendere la gamba porta tale muscolo in prestiramento, e quindi ad aumentarne il reclutamento durante i calf raise rispetto a quando la gamba è flessa. Al di là dell'aspetto puramente teorico, questo principio è stato confermato da numerose analisi scientifiche dirette paragonando l'attività dei due capi del tricipite surale a diversi angoli del ginocchio.
Tuttavia, diversamente da quanto previsto dalle Leggi muscolari sopracitate, svariati studi, hanno stabilito che il gastrocnemio mediale intervenga maggiormente a ginocchio completamente esteso (180°), ma il gastrocnemio laterale risulti essere meno sensibile alla variazione dell'angolo del ginocchio. In conclusione, il soleo e il gastrocnemio mediale possono effettivamente essere reclutati selettivamente in base all'angolo del ginocchio, mentre il gastrocnemio laterale non sembra essere influenzato dall'angolo allo stesso modo degli altri due capi.
Diversi autori hanno proposto che anche una leggera modifica dell'angolo del ginocchio durante l'esecuzione dei calf a gambe estese (tutte le varianti specifiche per il gastrocnemio) possa ridurre o compromettere il reclutamento del gastrocnemio. Infatti, secondo i principi del prestiramento/precontrazione e dell'insufficienza attiva/tensione passiva, eseguendo questi esercizi il reclutamento del gastrocnemio verrebbe penalizzato se le ginocchia subiscono una leggera flessione (gionocchia semiestese). Ciò accade perché anche una minima flessione del ginocchio riduce la lunghezza del gastrocnemio in partenza (precontrazione) rispetto a quando le ginocchia vengono portate in completa estensione. Si può ipotizzare che una modifica dell'angolo del ginocchio di pochi gradi (semiestensione) durante i calf a gambe estese possa causare una rilevante riduzione dell'attività del gastrocnemio a favore del soleo, per tanto sarebbe suggeribile mantenere le ginocchia completamente estese e bloccate per favorire il massimo prestiramento e la massima attivazione del gastrocnemio. Bisogna considerare che tra i due fasci del gastrocnemio, quello che beneficerebbe maggiormente della massima estensione del ginocchio durante il calf raise sarebbe il capo mediale (interno), il quale appunto risulta più sensibile alle modifiche dell'angolo del ginocchio.
Conclusioni:
- i calf raise a ginocchia estese enfatizzano l'attività del gastrocnemio perché più il ginocchio è esteso e più tale muscolo viene portato in prestiramento;
- il gastrocnemio mediale è significativamente più sensibile alla modifica dell'angolo del ginocchio rispetto al capo laterale;
- è possibile che anche una leggera flessione (semiflessione) del ginocchio durante i calf raise a gambe estese possa ridurre il reclutamento del gastrocnemio durante il movimento di flessione plantare a causa della posizione precontratta, tuttavia il reclutamento del gastrocnemio mediale sarebbe significativamente più penalizzato rispetto al capo laterale;
- i calf raise a ginocchia flesse (circa 90°) reclutano preferenzialmente il soleo, sebbene in questa posizione il gastrocnemio laterale sia più attivo di quello mediale;

### Rotazione dei piedi
Durante l'esecuzione delle varianti del calf raise per il gastrocnemio (standing calf, donkey calf, calf press, ecc) svariati autori hanno suggerito che modificare l'orientamento delle punte dei piedi possa localizzare maggiormente il lavoro sui gastrocnemi mediali o laterali. Con le punte verso l'esterno si localizza il lavoro sul gastrocnemio mediale (interno), viceversa con le punte verso l'interno si focalizza un maggiore lavoro sul gastrocnemio laterale (esterno), mentre a piedi paralleli si solleciterebbero entrambi i capi contemporaneamente. I concetti alla base di questa ipotesi sono presumibilmente fondati sugli stessi principi del prestiramento e della precontrazione muscolare citati precedentemente. La rotazione mediale del piede (intrarotazione) porta in maggiore allungamento e prestiramento il capo laterale (esterno) del gastrocnemio, poiché origina dall'epicondilo laterale del femore. Al contrario la rotazione laterale (extrarotazione) porta in maggiore prestiramento il capo mediale (interno) del gastrocnemio, che origina dall'epicondilo mediale del femore. Queste constatazioni sono state effettivamente confermate in letteratura. Campbell et al. (1973) trovarono che la flessione plantare con le punte orientate internamente aumentasse maggiormente l'attività del gastrocnemio mediale e del soleo rispetto al gastrocnemio laterale. Secondo le analisi di Tesch (1999) con imaging a risonanza magnetica (MRI) tratte da un suo testo, le punte orientate internamente attivano entrambi i capi del gastrocnemio, mentre le punte orientate esternamente attivano maggiormente il capo mediale. Riemann et al. (2011) condussero analisi più specifiche e approfondite. I ricercatori analizzarono 20 soggetti allenati con i pesi prescrivendogli l'esecuzione dei calf raise con le punte ruotate internamente, esternamente, o in posizione neutra. La posizione neutra produceva una simile attivazione di entrambi i capi del gastrocnemio, la posizione in extrarotazione (punte verso l'esterno) produceva una significativa maggiore attivazione del gastrocnemio mediale rispetto a quello laterale, mentre la posizione in intrarotazione (punte verso l'interno) produsse la maggiore attivazione del gastrocnemio laterale rispetto al mediale. "Questi dati supportano l'idea che alterare la posizione del piede durante l'esercizio del heel raise richiederà diversi gradi di attivazione del gastrocnemio mediale e del gastrocnemio laterale". (Riemann et al., 2011).
Conclusioni:
- i calf raise a ginocchia estese con le punte dei piedi orientate esternamente (rotazione laterale o extrarotazione), enfatizzano il reclutamento del gastrocnemio mediale (interno);
- i calf raise a ginocchia estese con le punte dei piedi orientate internamente (rotazione mediale o intrarotazione), enfatizzano il reclutamento del gastrocnemio laterale (esterno);
- i calf raise a ginocchia estese con le punte dei piedi in posizione neutra (piedi paralleli), reclutano allo stesso modo entrambi i capi del gastrocnemio;
- pare che la rotazione interna del piede aumenti anche l'attività del soleo;

### Speed of movement
Il controllo e la variazione della velocità di movimento delle ripetizioni (speed of movement o tempo) è una strategia spesso suggerita per massimizzare i guadagni muscolari nell'arco della periodizzazione in un programma di allenamento con i pesi. Nel contesto dei calf raise, è emerso che il controllo della velocità di movimento può permettere anche di distribuire il lavoro su diverse parti del tricipite della sura.
In primo luogo è stato osservato che l'intervento del gastrocnemio sia maggiore rispetto a quello del soleo nei movimenti più rapidi. Anche nella pedalata, ad esempio, il gastrocnemio è reclutato preferenzialmente a velocità (intensità) maggiori. Il soleo è relativamente più attivo del gastrocnemio nella fase concentrica con carichi sottomassimali, mentre il gastrocnemio è relativamente più attivo nella fase eccentrica della contrazione. Per quanto riguarda il gastrocnemio, le fibre a contrazione lenta (tipo 1) che lo compongono sono preferenzialmente reclutate nella fase concentrica, mentre le sue fibre a contrazione rapida (tipo 2) sono più attive nella fase eccentrica. Inoltre, il capo mediale del gastrocnemio lavora più del capo laterale nella fase eccentrica per resistere all'estensione del ginocchio. Sebbene sia risultato che il maggiore reclutamento del gastrocnemio o del soleo dipenda dall'angolo del ginocchio, il parametro speed of movement può assumere un ruolo complementare e supplementare per poter focalizzare il lavoro muscolare su uno dei due fasci muscolari. Per tanto, per poter enfatizzare il lavoro sul soleo sono più utili i movimenti lenti e che enfatizzano la fase concentrica del movimento. Viceversa per enfatizzare il lavoro sul gastrocnemio sono più efficaci i movimenti rapidi, ma in cui viene enfatizzata e rallentata la fase eccentrica del movimento. Di conseguenza, il movimento dovrebbe essere rapido nella fase positiva, e lento nella fase negativa.
Conclusioni:
- i movimenti rapidi reclutano di più il gastrocnemio;
- i movimenti lenti reclutno di più il soleo;
- nella fase concentrica viene reclutato relativamente di più il soleo;
- nella fase eccentrica viene reclutato relativamente di più il gastrocnemio;
- nella fase eccentrica viene reclutato relativamente di più il capo mediale del gastrocnemio;
- le fibre lente nel gastrocnemio sono reclutate preferenzialmente nella fase concentrica;
- le fibre rapide nel gastrocnemio sono reclutate preferenzialmente nella fase eccentrica;

### Time Under Tension (TUT) e ripetizioni
Una teoria piuttosto comune sostiene che un muscolo sia meglio stimolato applicando delle strategie di allenamento specifiche in base alla sua composizione: se prevalgono le fibre lente o di tipo 1, esso sarà meglio stimolato con basse intensità (bassi carichi) e alte ripetizioni, mentre se prevalgono le fibre rapide o di tipo 2, questo sarà meglio stimolato con alte intensità (alti carichi) e basse ripetizioni. È necessario considerare che le serie eseguite con bassi carichi, se portate al cedimento, implicheranno una durata della serie (Time Under Tension, TUT) più protratta, tendendo alla prestazione di endurance muscolare; viceversa se eseguite con alti carichi porteranno ad un TUT breve, tipico della prestazione di forza. Un muscolo composto per la maggior parte da fibre di tipo 2 è più dotato di forza/potenza e meno di resistenza, mentre al contrario una maggiore prevalenza di fibre di tipo 1 conferisce al muscolo maggiori prestazioni di resistenza e meno di forza e potenza. Il tricipite della sura è composto in realtà da tre capi, che possono differire largamente in termini di percentuali di fibre lente (tipo 1) e rapide (tipo 2). Per tanto, rispettando la teoria che sostiene come un muscolo sia più efficientemente stimolato in base alla prevalenza del tipo di fibre di cui è composto, è possibile suggerire che i diversi capi che formano il tricipite surale possano essere stimolati con carichi (intensità) e TUT differenti.
Per quanto riguarda la distribuzione delle fibre all'interno del tricipite surale le analisi hanno dato esiti abbastanza allineati tra loro. Gollnick et al. (1974) mostrò che il soleo fosse composto per circa l'80% da fibre a contrazione lenta. Edgerton et al. (1975) dimostrarono che il soleo fosse composto per il 70% da fibre contrazione lenta, ed entrambi i capi del gastrocnemio per il 50% da fibre a contrazione lenta. Khan e Khan (1978) rilevarono che il gastrocnemio fosse composto per il 56% da fibre a contrazione lenta. Green et al. (1981) mostrarono che il gastrocnemio fosse composto per circa il 51% da fibre a contrazione rapida. Secondo Vandervoort e McComas (1982) il gastrocnemio laterale ha la maggiore concentrazione di fibre rapide, il gastrocnemio mediale una concentrazione di fibre rapide intermedia, e il soleo presenta la concentrazione di fibre rapide in assoluto inferiore tra i tre capi del tricipite surale. Secondo i risultati di Pierrynowski e Morrison (1985), il gastrocnemio è composto per il 45% da fibre lente, per il 15% da fibre IIa, e per il 40% da fibre IIb, mentre il soleo per il 75% da fibre lente, per 15% da fibre IIa e per il 10% da fibre IIb. Queste rilevazioni sono coerenti con quelle del paragrafo precedente, dove si è concluso che i movimenti rapidi reclutano preferenzialmente il gastrocnemio, mentre i movimenti lenti reclutano preferenzialmente il soleo. Queste distribuzioni delle fibre sono in realtà correlate alle funzioni specifiche dei due muscoli che compongono il tricipite della sura: il soleo è un muscolo posturale e antigravitario, attivo essenzialmente quando si è in posizione eretta e quindi dotato di resistenza; mentre il gastrocnemio è più impegnato nei movimenti di potenza. Ad esempio, durante il balzo il gastrocnemio viene attivato preferenzialmente sul soleo per via di queste caratteristiche.
Ad ogni modo sembra che ci sia una grande variabilità genetica nella distribuzione del tipo di fibre. Per esempio, uno studio che ha coinvolto lanciatori del peso professionisti ha dimostrato che gli atleti presentavano una distribuzione molto variabile tra il 13% e il 67% di fibre a contrazione lenta nei gastrocnemio laterale, con una media di circa il 38% di fibre a contrazione lenta (Coyle et al., 1978). Il gastrocnemio presenta una grande variabilità nella sua composizione di fibre anche a seconda della specialità sportiva praticata. Secondo quanto riportato da un testo di Costill, Maglischo e Richardson (1992) sulla base delle rilevazioni in letteratura fino a quel periodo, nei corridori di potenza (sprinter) il gastrocnemio ha una composizione media del 25% di fibre lente, e di circa il 75% di fibre rapide, mentre nei corridori di resistenza (endurance), tale muscolo assume delle caratteristiche opposte, con una composizione media del 75% di fibre lente, e del 25% di fibre rapide (queste differenze erano leggermente distinte in base al sesso). Sempre secondo i dati di Costill et al. (1992), gli atleti di forza (pesisti) presentano una composizione di fibre del gastrocnemio che vede la presenza di circa il 44% di fibre lente e il 56% di fibre rapide, mentre i triatleti presentano il 59% di fibre lente e il 61% di fibre rapide.
Conclusioni:
- il soleo è composto tra il 70 e l'80% da fibre a contrazione lenta (di tipo 1);
- il gastrocnemio è composto mediamente per il 50% da fibre a contrazione rapida (di tipo 2);
- il gastrocnemio sembrerebbe essere dotato di una maggiore presenza di fibre tipo IIb che fibre tipo IIa;
- il capo laterale del gastrocnemio è relativamente più ricco di fibre a contrazione rapida rispetto al capo mediale;
- il capo mediale del gastrocnemio presenta un'estrema variabilità soggettiva in termini di distribuzione di fibre a contrazione lenta;
- la composizione di fibre del gastrocnemio è determinata anche dalla specialità atletica praticata;
- secondo la teoria sopra esposta, il gastrocnemio andrebbe allenato ad intensità, ripetizioni e TUT piuttosto variabili, mentre il soleo andrebbe allenato a basse intensità, alte ripetizioni, e TUT prolungati;

## Utilità dei calf raises

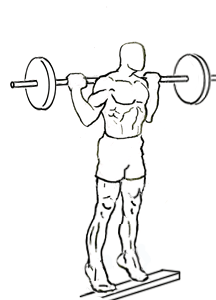
Fase finale della standing calf raise ai pesi liberi con bilanciere: questa modalità richiede la massima stabilità ed equilibrio per essere eseguita correttamente.

I calf raise sono praticamente l'unica categoria di esercizi con sovraccarichi finalizzata allo stimolo selettivo del tricipite surale. Questa caratteristica li rende utili ai fini del potenziamento e del miglioramento della prestazione fisica, della stabilità e dell'equilibrio. Negli sport di potenza come gli sprint, la sollecitazione del gastrocnemio ad esempio potrebbe risultare utile per il miglioramento della performance. È opinione comune che i polpacci siano una parte corporea molto difficile da sviluppare in termini di volume (ipertrofia muscolare), e questo è penalizzante nel culturismo, dove viene premiata la simmetria delle forme, e dove questa parte corporea assume un'importanza decisiva nella valutazione degli atleti da parte dei giudici di gara. Come accade per i muscoli degli avambracci, viene generalmente ritenuto che lo sviluppo naturale dei polpacci sia fondamentalmente una dote genetica, e che a poco serva l'allenamento mirato se si è poco portati al loro sviluppo. Pur essendo fondamentali per conferire simmetria al fisico, i polpacci vengono più spesso ignorati o lasciati in secondo piano rispetto ad i muscoli della parte superiore del corpo, anche se carenti. Alcune di queste motivazioni sarebbero da riconoscere nella minore appariscenza, e al fatto che vengano ritenuti impossibili da sviluppare adeguatamente. Secondo Charles Poliquin, la difficoltà nello sviluppo dei polpacci e la debole risposta agli allenamenti non dovrebbe essere attribuita alle scarse doti genetiche, quanto piuttosto al fatto che gran parte degli atleti non è in grado di organizzare un allenamento ottimale e produttivo. Secondo il coach canadese, alcuni dei motivi principali sarebbero: 1) i polpacci vengono trascurati e non allenati a dovere rispetto ad altre parti corporee, quindi non gli vengono dedicati un adeguato volume e un'adeguata frequenza di allenamento; 2) percorrere un range di movimento troppo ridotto non raggiungendo il massimo allungamento, e non prestare attenzione alla qualità del movimento; 3) eseguire movimenti troppo veloci e rimbalzanti e non accentuare la fase negativa del movimento; 4) piegare le ginocchia durante i calf a gambe tese; 5) non praticare lo stretching.
Tralasciando i consigli utili per l'allenamento dei polpacci, di fatto i calf raise sono l'unico gruppo di esercizi con sovraccarichi dedicato a questa parte corporea. Ciò accade perché l'unico movimento comune a tutti i muscoli che compongono il tricipite surale è l’estensione plantare della caviglia, pertanto altri esercizi possono reclutare solo parte del tricipite surale nel ruolo di muscolo agonista. Molti sono gli esercizi in cui il tricipite surale interviene nel ruolo di stabilizzatore o debole sinergico, come nello squat o negli affondi. In altri esercizi invece, potrebbe intervenire isolatamente solo uno dei due muscoli in questione; è il caso del leg curl, in cui il gastrocnemio agisce come muscolo sinergico nella flessione della gamba se la caviglia viene mantenuta in flessione dorsale (prestiramento del gastrocnemio). Come è possibile notare, essendo i calf raise gli unici esercizi in grado di sollecitare in isolamento il tricipite surale, assumono un ruolo importante, se non fondamentale, per lo sviluppo di questo gruppo muscolare negli sport con i pesi.

## Rischio infortuni
I calf raise nelle diverse varianti raramente vengono segnalati come esercizi a rischio infortuni, né di natura acuta, né cronica da usura. Effettivamente molte articolazioni coinvolte in questi movimenti sono meno esposte ad infortuni dato il loro ruolo statico. I calf raise infatti, essendo una categoria di esercizi monoarticolari, impongono il movimento della sola articolazione della caviglia. Altre articolazioni normalmente più esposte allo stress indotto dall'esercizio coi pesi sono la bassa schiena e le ginocchia, ma ciò accade più spesso se queste vengono sovraccaricate all'eccesso durante altri esercizi in cui queste vengono mobilizzate.
Tra tutti i capi del tricipite surale, il gastrocnemio è quello più esposto a stiramento, soprattutto il capo laterale. Tuttavia questo evento si manifesta in contesti completamente estranei alla sala pesi. Il classico caso viene riconosciuto nei tennisti di mezza età, dove il ginocchio viene improvvisamente esteso con il piede in flessione dorsale, con conseguente dolore immediato, la disabilità, e gonfiore ("gamba del tennista"). Il gastrocnemio è considerato ad alto rischio di stiramento perché attraversa due articolazioni (ginocchio e caviglia) ed ha un'alta densità di fibre rapide di tipo 2. La combinazione tra l'architettura diartrodiale che porta ad un allungamento eccessivo e la rapida contrazione forzata delle fibre di tipo 2 risulta facilmente nello stiramento. Si ribadisce tuttavia che questo rischio non viene segnalato in sala pesi.
La rottura del tendine d'achille può avvenire a seguito di uno stress acuto. Questo può verificarsi nei soggetti non allenati che eseguono movimenti stressanti senza aver prima affrontato un allenamento preventivo e condizionante. Tuttavia questo tipo di infortunio il più delle volte si verifica nei soggetti con precedenti infortuni tendinei. I calf raise al contrario potrebbero presentarsi utili ai fini riabilitativi. Crescenti evidenze recenti hanno iniziato a dimostrare che praticare ripetizioni eccentriche (in cui la fase negativa viene enfatizzata) durante i calf raise possa risultare utile per il trattamento della tendinopatia achillea. Tuttavia l'efficacia di questa pratica è stata ampiamente discussa, e sono necessarie ulteriori analisi per poter trarre delle conclusioni più chiare.
Si potrebbe ipotizzare che le fome di calf raise in piedi con sovraccarico sulle spalle (standing calf machine, standing calf alla smith machine) possano causare un'eccessiva pressione sul rachide, tuttavia non sembrano essere stati segnalati casi di infortuni discali da eccesso di sovraccarico mediante l'uso di questi esercizi. Comunque, per questo motivo viene suggerito di mantenere la curva lombare fisiologica, prevenendo l'errata distribuzione del carico vertebrale e un eccessivo sovraccarico lombare. Ad ogni modo, se si accusa una debolezza dei muscoli stabilizzatori del tronco (addominali e paravertebrali), oppure se è presente una deformazione posturale evidente o dolori alla bassa schiena, può essere suggeribile optare per le varianti dei calf raise che spostano la resistenza sulla zona lombo sacrale senza esercitare delle forze di compressione sulla colonna vertebrale, come calf press, calf alla leg press, o calf seduto.

## Aspetti anatomici e biomeccanici

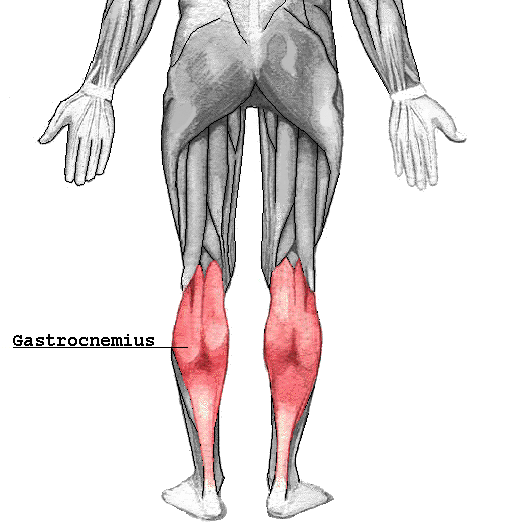
Rappresentazione anatomica del muscolo gastrocnemio: il suo reclutamento è significativamente maggiore nelle varianti dei calf raise in cui il ginocchio è completamente esteso.

Il muscolo tricipite surale, volgarmente detto polpaccio, è formato da due muscoli e da tre capi. I due muscoli in questione sono il soleo e il gastrocnemio, ma quest'ultimo è a sua volta composto da due ventri, i capo laterale (esterno) e il capo mediale (interno). In realtà esiste un conflitto in letteratura sulla definizione del tricipite surale, in quanto alcuni includono anche il muscolo plantare (o plantare gracile) che, secondo altre tesi, sarebbe il terzo muscolo effettivo che compone il tricipite surale. Infatti, il plantare condivide l'inserzione nel tendine d'Achille assieme a soleo e gastrocnemio, nel terzo medio della faccia posteriore del calcagno. Altri autori invece riconoscono il plantare come il quarto capo del tricipite surale. Quest'ultimo però può essere assente nell'uomo in circa il 5-10% dei casi. Il soleo origina dalla parte superiore della testa, della faccia dorsale e del margine laterale del perone, dalla linea obliqua e dal terzo medio del margine mediale della tibia, da un'arcata fibrosa tesa fra testa della fibula, e linea obliqua della tibia. Il gastrocnemio laterale origina dall'epicondilo laterale del femore, dal piano popliteo e dalla porzione posteriore della capsula articolare del ginocchio. Mentre il capo mediale origina dall'epicondilo mediale, dal piano popliteo e dalla corrispondente porzione della capsula articolare del ginocchio. Il plantare origina dal ramo laterale della linea aspra del femore, dal condilo femorale laterale e dalla capsula articolare del ginocchio, vicino all'origine del gastrocnemio laterale. Tutti questi muscoli convergono nel tendine d'achille, inserendosi nella faccia posteriore del calcagno.

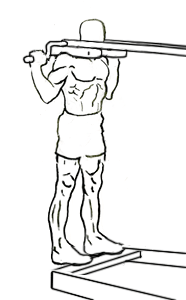
Fase iniziale della standing calf raise machine: in questo punto avviene il picco della forza (peak torque). Alcuni autori suggeriscono di enfatizzare la sosta isometrica in questa posizione per alcuni secondi ad ogni ripetizione.

Il movimento previsto dai calf raises è la flessione plantare, o estensione della caviglia. Questa si verifica quando le punte dei piedi (avampiedi) sono in contatto col pavimento o col piano d'appoggio, e facendo punto fisso sollevano l'intero corpo. Il range di movimento (ROM) della flessione plantare spazia tra 40° e 50°. I muscoli che compongono il tricipite surale hanno in comune la funzione di permettere la flessione plantare. Tuttavia, mentre il soleo è capace di compiere solo questo movimento monoarticolare, il gastrocnemio e il plantare, data la loro natura biarticolare, agiscono anche come flessori del ginocchio, soprattutto se la caviglia viene mantenuta in flessione dorsale (prestiramento/tensione passiva del gastrocnemio). Sebbene in tricipite surale sia considerato il principale gruppo muscolare che favorisce la flessione plantare, in realtà esso non è l'unico responsabile di questo movimento. Il tibiale posteriore, il flessore lungo dell'alluce, il flessore lungo delle dita e il peroneo lungo sono gli altri muscoli minori che intervengono attivamente nella flessione plantare. Poiché anche questi muscoli attraversano solo l'articolazione della caviglia non venendo influenzati dall'angolo del ginocchio, è possibile ipotizzare che, come il soleo, la loro attività risulti maggiore a ginocchio flesso (seated calf machine) rispetto a quando il ginocchio è esteso (standing calf machine ecc.) a causa dell'esclusione relativa del gastrocnemio dal lavoro. Tuttavia queste ipotesi non sembrano essere state analizzate nello specifico.
Come ampiamente confermato da molti studi scientifici, l'intervento dei diversi fasci del tricipite surale durante il movimento monoarticolare di flessione plantare differisce significativamente in base all'angolo del ginocchio. A ginocchio esteso viene enfatizzata l'attività del gastrocnemio, viceversa a ginocchio flesso l'attività è prevalentemente a carico del soleo. Tuttavia, altrettante analisi hanno osservato che l'attività del gastrocnemio mediale (interno) sia più sensibile alla modifica dell'angolo del ginocchio rispetto a quella del capo laterale. Per tanto, una leggera flessione del ginocchio (semiflessione) durante l'esecuzione dei calf a gambe estese (stainding calf, calf press, ecc) penalizza maggiormente l'attività del gastrocnemio mediale rispetto al fascio laterale. Alcuni studi motivano queste differenze tra i due gastrocnemi a causa del differente angolo di pennazione e quindi dalla diversa espressione della forza. Altri dati hanno stabilito che la massima forza nella flessione plantare si riduce significativamente in proporzione alla flessione del ginocchio fino al 60% a causa della ridotta attività del gastrocnemio, mentre l'attività del soleo rimane invariata. In sintesi, il contributo del gastrocnemio nel conferire forza nella flessione plantare è di almeno il 40% sulla forza totale nella posizione a gamba estesa.
Secondo altre analisi, il picco della forza (peak torque) durante il movimento di flessione plantare avviene nel punto di massima flessione dorsale della caviglia - cioè nel picco della fase eccentrica della contrazione - sia a ginocchia flesse che a ginocchia estese. L'enfatizzazione della parte inferiore del range di movimento durante i calf raise potrebbe rappresentare quindi una strategia per aumentare la sollecitazione del tricipite surale, così come la difficoltà e la produttività dell'esercizio. Non a caso alcuni autori suggeriscono di mantenere in contrazione isometrica la posizione bassa di massimo allungamento, fino a 4 secondi, prima di proseguire con la fase concentrica. Per quanto riguarda la rotazione dei piedi, molti autori hanno proposto che questa modifica sia in grado di dirigere un maggiore lavoro su uno dei due gastrocnemi. Per la precisione, è stato proposto che la rotazione interna del piede durante i calf raise sia in grado di aumentare l'attività del gastrocnemio laterale, viceversa la rotazione esterna aumenti l'attività del gastrocnemio mediale. Già in passato alcuni studi confermarono questo principio, suggerendo che anche l'attività del soleo potesse essere influenzata da questa modifica, aumentando la sua attività con la rotazione interna. Altri autori proposero che la rotazione esterna producesse una maggiore attività del gastrocnemio mediale, mentre la rotazione interna favorisse un'attività equamente distribuita tra i due gemelli. Questi risultati però sono stati ridiscussi da analisi successive. Studi più recenti hanno ulteriormente confermato che l'attività del gastrocnemio sia sensibile alla rotazione del piede: con le punte rivolte internamente aumenta l'attività del capo laterale, con le punte rivolte esternamente aumenta l'attività del capo mediale, mentre con i piedi paralleli il lavoro risulta equamente distribuito. Naturalmente la rotazione dei piedi avrebbe più senso di essere effettuata nelle varianti dedicate allo stimolo del gastrocnemio, ovvero tutti i calf raise in cui il ginocchio è esteso.
Muscoli coinvolti nella flessione plantare (o estensione) della caviglia:
- Muscolo gastrocnemio (o gemello) laterale*
- Muscolo gastrocnemio (o gemello) mediale*
- Muscolo soleo*
- Muscolo plantare (o plantare gracile)*
- Muscolo tibiale posteriore
- Muscolo flessore lungo dell'alluce
- Muscolo flessore lungo delle dita
- Muscolo peroneo lungo

*fasci che compongono il muscolo tricipite surale. Il plantare non è sempre incluso in questo gruppo muscolare.
Muscoli coinvolti nella flessione dorsale (o flessione) della caviglia:*
- Muscolo tibiale anteriore
- Muscolo peroneo anteriore
- Muscolo estensore lungo delle dita
- Muscolo estensore lungo dell'alluce

*muscoli coinvolti in maniera attiva solo nei calf inversi.